# 青岛海利丰足球俱乐部
青岛海利丰足球俱乐部（Qingdao Hailifeng FC）是中华人民共和国山东省青岛的一所足球俱乐部，成立于1994年，成立早期一直在乙级联赛比赛，2001年通过收购广东宏远足球俱乐部获得甲B联赛的参赛资格。在2009年底开始的中国足坛反赌风暴中，青岛海利丰队被揭发涉嫌打假球。2010年2月23日，中国足协宣布正式撤销青岛海利丰的注册资格。

## 球會歷史

### 前海利丰时期
青岛海利丰的前身是在1994年12月17日挂牌成立的青岛JVC正义足球俱乐部，俱乐部参加了1995赛季乙级联赛。俱乐部的首任主教练是吴洪月，球员全部是青岛地区的业余球员，在当年的乙级联赛华东赛区，球队以赛区第三名的身份晋级复赛，但在复赛小组赛中排名垫底遭淘汰。1996赛季，JVC正义足球俱乐部再次参加乙级联赛，但在预赛中小组垫底即遭淘汰。1997赛季，青岛奔达取代了JVC正义参加乙级联赛，在复赛中区6支球队晋级3支球队的循环赛中失利。

### 三度晋级失败
1998赛季，青岛宝利丰足球俱乐部成立，后改名海利丰，在乙级联赛中一路过关斩将杀入半决赛，可惜在半决赛中不敌广州白云山队，遗憾的错失了升入甲B的资格。1999年，实力得到进一步补充的海利丰再次冲击甲B联赛，球队再次杀入半决赛，可以两回合2:2加时赛被河南建业突然死亡，遗憾的再次被挡在甲B联赛之外。2000赛季，经过两年最后时刻被淘汰的海利丰再度参加乙级联赛，这一次球队被甘肃天马挡在了半决赛的门外。

### 借壳登陆甲B
2001年底，当时还是乙级球队且屡次冲甲B失败的海利丰，在当地政府的帮助下，斥资1800万人民币收购了职业联赛老牌劲旅广东宏远足球俱乐部终于获得了一个参加甲B联赛的資格，但由于主场球市萧条，俱乐部在4轮过后一度将主场迁往安徽省合肥市，并更名为合肥创亿。在首个甲B赛季中，球队以10胜2平10负进25球失23球排名第四，并在足协杯赛上淘汰北京国安进入8强。 
2003年迁回青岛市后，與青岛中能共用天泰体育场作为球队的主場。从2003年开始，海信地产与青岛海利丰俱乐部进行长期合作，球队的财政有了保障。2003年，海信地产签约海利丰足球队胸前广告。不过，虽然球队在青岛扎下了根，但当年球队在甲B（中甲的前身）仅排名第13位。2004赛季，海利丰足球队中甲排名第11位，但尽管如此，海利丰在当年联赛里连克陕西国力、长春亚泰、武汉黄鹤楼等强队，更是终结了武汉黄鹤楼17场不败，被称为「巨人杀手」。球队的进步十分明显。
2005赛季，青岛海利丰开始走向成熟。桑德和克劳迪内两名出色的外援也给球队的进攻注入了活力。在青岛足球名宿左文清的率领下海信地产队排名中甲第6名，成为该赛季最大的黑马。2006赛季，青岛海利丰表现不俗，并且涌现出了于大宝这颗新星。2007赛季，由于左文清的离任，于大宝转会葡超本菲卡，球队实力下滑，最终获得中甲第7名。
2008年伊始，海利丰俱乐部就确定了新赛季冲超的目标，为了实现这一梦想，俱乐部也在积极强化造血功能以加大投入。原主教练纪玉杰下课，由曾经率领浙江绿城冲超成功的王政接任。然而，球队在9轮之后仅取得3胜2平4负的成绩，球队高层对王政产生不满。6月16日，王政辞职，纪玉杰重新担任球队主教练。然而，球队的表现依旧起伏不定，最后仅获得第8名，与赛季初的期望相差甚远。

## 历年成绩
| 年份   | 聯賽級別 | 名次        | 場次 | 勝 | 和 | 負 | 得球 | 失球 | 净胜球 | 積分 | 足协杯   |
| 1995年 | 乙       | 决赛C组第4  |      |    |    |    |      |      |        |      | -        |
| 1996年 | 乙       | 复赛东区第5 |      |    |    |    |      |      |        |      | -        |
| 1997年 | 乙       | 复赛中区第4 | 10   | 3  | 1  | 6  | 18   | 19   | -1     | 10   | -        |
| 1998年 | 乙       | 决赛第3     |      |    |    |    |      |      |        |      | -        |
| 1999年 | 乙       | 决赛第3     |      |    |    |    |      |      |        |      | -        |
| 2000年 | 乙       | 复赛北区第5 | 10   | 3  | 2  | 5  | 11   | 15   | -4     | 11   | -        |
| 2001年 | 乙       | 决赛8强     |      |    |    |    |      |      |        |      | -        |
| 2002年 | 甲B      | 4           | 22   | 10 | 2  | 10 | 25   | 23   | 2      | 32   | 8强      |
| 2003年 | 甲B      | 13          | 26   | 5  | 9  | 12 | 24   | 39   | -15    | 24   | 第一阶段 |
| 2004年 | 中甲     | 11          | 32   | 10 | 9  | 13 | 36   | 39   | -3     | 39   | 16强     |
| 2005年 | 中甲     | 6           | 26   | 12 | 5  | 9  | 35   | 32   | 3      | 41   | 16强     |
| 2006年 | 中甲     | 7           | 24   | 8  | 7  | 9  | 25   | 32   | -7     | 31   | 16强     |
| 2007年 | 中甲     | 7           | 24   | 10 | 3  | 11 | 27   | 36   | -9     | 33   | -        |
| 2008年 | 中甲     | 7           | 24   | 7  | 7  | 10 | 33   | 38   | -5     | 28   | -        |
| 2009年 | 中甲     | 10          | 24   | 7  | 5  | 12 | 38   | 45   | -7     | 26   | -        |

## 青训队
海利丰队的青训队伍较为出色，U19和U15梯队是唯一能够进入全国前六名的中甲俱乐部。培养出于大宝等一批优秀的年轻球员。

## 假球
该队涉嫌以商业贿赂形式操作中国足球甲级联赛个别场次比赛结果，根据在2009年12月11日中国中央电视台焦点访谈栏目的报道，公安机关已经确认该队在2007赛季的中甲联赛中收受了成都谢菲联足球俱乐部50万人民币（30万现金，20万虚假收据）的商业贿赂，并在随后的事关后者晋级的一场关键比赛中以0：2蓄意败北。此外，该俱乐部还被怀疑参与过多场被怀疑为假球的比赛。

## 俱乐部撤销
2010年2月23日，中国足协宣布对海利丰的“假球”行为罚款20万元并取消其联赛注册资格。

## 球队曾用名
- 1994-1996年，青岛JVC正义
- 1997年，青岛奔达
- 1998-2002年，青岛海利丰
- 2002-2003年，合肥创亿
- 2003-2004年，青岛澳柯玛
- 2004-2005年，青岛海利丰
- 2006-2007年，青岛海信地产
- 2007-2010年 ，青岛海利丰

## 著名球員
- 方根燮
- 古兴祥
- 杨光
- 杜斌
- 朱慧谦
- 于大宝
- 克劳迪内
- 纳吉·桑德
- 伊利耶